# Remix & Soundtrack Collection
Remix & Soundtrack Collection je kompilacijski album američkog producenta Timbalanda objavljen 4. lipnja 2007. godine. On uključuje remixe jednih od najvećih hitova, kao što su "Maneater" od Nelly Furtado, "SexyBack" od Justina Timberlakea, "Say My Name" od Destiny's Childa, te mnogi drugi. Na albumu se pojavljuju još i Janet Jackson, Ginuwine, Slum Village, Aaliyah, Nas, Q-Tip, Petey Pablo, Bubba Sparxxx i ostali.

## Popis pjesama
1. "Raise Up (Remix)" – Petey Pablo
2. "Are You That Somebody?" – Aaliyah featuring Skillz
3. "Maneater (Remix)" – Nelly Furtado featuring Lil Wayne
4. "Oops (Oh My) (Remix)" – Tweet featuring Fabolous & Bubba Sparxxx
5. "What About Us (Remix)" – Total featuring Missy Elliott
6. "You Make Me Wanna (Remix)" – Usher
7. "Hot Boyz (Remix)" – Missy Elliott featuring Q-Tip, Nas & Eve
8. "Go Deep (Remix)" – Janet Jackson featuring Missy Elliott
9. "Get on the Bus" – Destiny’s Child featuring Timbaland
10. "SexyBack (Remix)" – Justin Timberlake featuring The Clipse
11. "Hey Papi" – Jay Z featuring Memphis Bleek & Amil
12. "Say Yes (Remix)" – Floetry
13. "Pony (Remix)" – Ginuwine
14. "Disco (Remix)" – Slum Village featuring Ms Jade
15. "Ice Box (Remix)" – Omarion featuring Usher, Fabolous & Busta Rhymes
16. "Say My Name (Remix)" – Destiny's Child
17. "One in a Million (Remix)" – Aaliyah featuring Ginuwine